# ジョジョの奇妙な冒険 (対戦型格闘ゲーム)
『ジョジョの奇妙な冒険』（ジョジョのきみょうなぼうけん、JOJO'S BIZARRE ADVENTURE）は、漫画『ジョジョの奇妙な冒険』Part3『スターダストクルセイダース』を原作としたカプコンによる対戦型格闘ゲーム。続編の『ジョジョの奇妙な冒険 未来への遺産』についても記述。
1999年10月14日にはオリジナルのモードを追加してPlayStationに移植された。11月25日にはこの2本を同時収録した完全移植版がドリームキャストで発売されている。

## システム
1レバー+4ボタン（弱攻撃・中攻撃・強攻撃・スタンド）で操作する。
以下、数字はテンキーの位置と対応してレバーの入力方向を指し（例：236+攻なら波動拳コマンド）全て右向きの状態での操作（左向きの場合は左右を逆に入力）。スタートボタンで挑発。
画面上部に体力ゲージ、その下にスタンドゲージが、画面下部にスーパーコンボゲージがある。体力ゲージは本体の体力を表し、本体またはスタンドがダメージを受けるごとに減少。相手の体力ゲージを0にすることが目的。スタンドゲージはスタンドの防御力を現す（後述）。スーパーコンボゲージはスーパーコンボ・タンデムアタックを使う際に消費するゲージ。相手との攻防の中で少しずつ溜まっていき、満タンになるとストックが1つ増え、最大で10までストックできる。

### スタンド
本作の中心システム。このゲームではほぼ全てのキャラクターがスタンドを持っており、スタンドを使って様々な攻撃・ガードをする。原作では本体はスタンドを攻撃できないが、このゲームではスタンドを生身の人間が攻撃できるようになっている。通常技・必殺技もスタンドを扱うものが多い。特に必殺技ではスタンドの動作中に本体が同時攻撃できるものもあるが、その間はガードできなかったりスタンドを使う通常技が使えないなど、行動が制約される。スタンドにも当たり判定があり、スタンドに攻撃がヒットすると体力ゲージが減少する。
Sボタンを押すとスタンドモードに変化する。236+Sでスタンドが攻撃を出しながらスタンドモードに変化する（スタンド出現攻撃）。
スタンドモードでは以下のルールが適用される。
- スタンドモードではほぼ全ての攻撃をスタンドが行い、本体モード時と比べて通常技・必殺技が大きく変化する。スタンドでの攻撃は、本体モードの相手のガードの上からも体力を削る。一方スタンドモードでは、スタンドと分離して本体を動かせる技はない。
- 基本的に「弱→中→強」と押すことで『ヴァンパイア』のチェーンコンボに似た連続攻撃、スタンドラッシュまたはスタンドコンボができる。キャラクターごとの独自ルートがこれ以外にも多数ある。スタンドモードが存在しないキャラクターの中には、スタンドコンボを持つものもいる。
- 削りによるダメージを受けない、ダウンしない、2段ジャンプなどの特殊な空中操作ができる、などの利点。
- 回り込みが使えない（ジョセフのみ似た技が可能）、小・中ジャンプできない（キャラクターによって異なる）、スタンドはしゃがまない（下段ガードは可能）、食らい判定が大きくなる、などの欠点。
- スタンドモード中にスタンドによる攻撃をガードするか攻撃を受けると、スタンドゲージが減少する。スタンドゲージが無くなるとスタンドクラッシュが発生し、強制的に本体モードへ戻り、一時的に行動不能となって大きな隙を晒す。
- スタンドモードで自由に操作できるときにもう一度Sボタンを押すと本体モードに戻る。減少したスタンドゲージは本体モード中は徐々に回復する。
- 花京院・ポルナレフ・アヴドゥルはスタンド出現攻撃を行うか、スタンドモード中に6+攻撃ボタン2つ同時押しで、スタンドと本体の距離を大きく離してスタンドのみを操作するスタンド遠隔操作が可能。スタンドの能力は高いが、本体がダメージを受けると大打撃を負ってしまう。またデーボのみ、スタンドモード中は常に遠隔操作の状態となる。

また、スタンドゲージがなく本体モードのみのキャラクターもいる。彼らはSボタンでスタンドによる独自の攻撃を出すが、スタンドモードがないのでスタンドからの攻撃は無条件で削れてしまう。いずれにせよ、スタンドの存在が本作の中心の要素となっている。

### タンデムアタック
タンデムコンボとも呼ぶ。214+Sで発動。スーパーコンボゲージを1ストック消費する。スタンドが本体から分離できるキャラクターとスタンドが本体と一体化しているキャラクター（ジョセフ、チャカ、アレッシー）とで性質が異なる（『未来への遺産』のヴァニラ・アイスはスタンドが本体と一体化しているが、タンデムアタックは分離型となる）。『未来への遺産』で前者はプログラムタイプ、後者はリアルタイムタイプ（オリジナルコンボタイプとも呼ばれる）と命名された。
- プログラムタイプ - タンデムアタック発動後、Sボタンを押したまま攻撃ボタンやコマンドを好きな順番で入力して行動をプログラムし、Sボタンを離して発動する。スタンドが相手に突進しプログラム通りに攻撃し、その間は本体も行動できるため、スタンドと同時攻撃できる。相手を本体とスタンドで挟んで攻撃する連続技が一般的。一定時間以上Sボタンを押しっぱなしにすると時間停止と自身の無敵がなくなり、さらにスタンドゲージも減少していく。

- リアルタイムタイプ - タンデムアタック発動後、スタンドモードのキャラクターが相手に突進する。タンデムアタック中は全ての技をあらゆる技（通常技を含む）でキャンセルできる。発動すると、スタンドゲージが0になるまで続く。

### その他要素
- 6・6と素早く2連続で入力すると相手に向かってダッシュする。4・4と素早く2連続入れるとバックダッシュする。ステップではなく走るキャラクターもおり、その場合はバックダッシュも後ろ向きに走る。ダッシュ中に攻撃ボタンを押すと、一部の通常技が変化する（ダッシュ攻撃）。1作目のアレッシー、および『未来への遺産』からは全員とも、ダッシュ中にしゃがみ攻撃を出すことも可能（ダッシュしゃがみ攻撃）。
- 相手の近くで6+強か4+強で通常投げ。ガードしている相手も投げられる。投げられた方も同時に投げコマンドを入力していると、投げを無効化できる（投げ抜け）。
- ジャンプをノーマル・弱・中・強の4種類から使い分けられる。キャラクターや状態によって異なり、スタンドモード中には弱・中ジャンプができないことが多い。
- 本体モード時に弱中強同時押しで、無敵状態で素早く移動し相手の攻撃を避ける回り込み。ただし投げられ判定は残り、投げ抜けは不可能になる。
- 吹っ飛び中に攻撃ボタン2つ同時押しで受け身を取る。レバーで方向指定可能（1作目では左右のみ、『未来への遺産』では上下も可能になった）。また、アーケード版では地面近くで入力するとそのまま着地する地上受け身になる（こちらはAC版では1作目から使えるが、PS版では使用不可）。
- ガード中に弱中強同時押しで相手を押し返すアドバンシングガード。
- ガード中に特定のコマンドを入力することで、ガードをキャンセルして反撃するガードキャンセル。1作目では236+攻、『未来への遺産』では623+攻とコマンドが異なる。ゲージは消費しない。
- 特定の技と特定の技がぶつかるとオラ無駄合戦が発生し、お互いに攻撃ボタンを連打して連打数の多いほうが相手を吹き飛ばすが、お互いにダメージは受けない。また特定の組み合わせではない場合にも、お互いの攻撃判定が無効化される「相殺」になることがある。
- 削りダメージはあるが、削りKOはない（削りのみで倒されることは起こらない）。
- 起き上がり直後に必殺技は出せない（ダウン時の応戦は基本的にガードのみ）。
- ラウンド開始前には攻撃は出せないものの、移動、挑発、スタンドのON・OFFなどを行うことができる。1試合中でK.O.して1本を取っても画面の切り替えはなく、次ラウンド時にはその場で起き上がって残り時間が戻り、お互いの体力が回復して仕切り直しとなる。スーパーコンボゲージはそのまま引き継がれる。
- 日本版では乱入時に使用キャラクターの立ち位置に応じたセリフが飛び出す。誇り高き血統ジョセフ以外の承太郎サイドは「新手のスタンド使いか！」、ミドラーとマライアは「何者!?」、その他は全員「何者だ!?」と言う。

## 登場キャラクター

### 1作目から登場
空条承太郎
本作の主人公。DIOの呪いによって倒れた母を救うため、祖父ジョセフらと共にエジプトへと旅立つ。スタンドは近距離パワー型の「星の白金（スタープラチナ）」。本体モード時は「スターフィンガー」の引き付け効果を利用して、スタンドと本体とで絶え間なくラッシュを仕掛けられる。ラッシュの強さはスタンドモードでも変わらず、長いリーチと高い攻撃力を兼ね備えた通常技や、長い無敵時間と高い攻撃力を持つ「スターブレイカー」がある。DIOと同じく、時を止められる。
このキャラクターとジョセフのみ、ストーリーモードのDIO戦で1ラウンド制すると専用のデモシーンが流れる。また、DIOを使用した場合は最終ボスとして登場する。この場合も1ラウンド制すると専用のデモシーンが流れる。
ジョセフ・ジョースター
承太郎の祖父。宿敵DIOを倒すために承太郎を連れに日本へやってきた。スタンドは茨のような「隠者の紫（ハーミットパープル）」で、スタンドと本体が分離しないタイプ。これに加え、太陽のエネルギー「波紋」を使う。タンデムコンボが強烈で、技の種類も豊富に揃っている。本作では彼の祖父ジョナサン・ジョースターの技である「山吹色の波紋疾走」「青緑波紋疾走」も使用する。
アレッシーの子供化攻撃を受けると、初期版では衣装の色が通常時と変わるだけだったが、PS版と『未来への遺産』では服装がPart2準拠の衣装に変更された。
花京院典明
承太郎の通う高校にやってきた転校生。スタンドは「法皇の緑（ハイエロファントグリーン）」。結界やタイラップスネークなどで相手を縛るコンボを得意とする。スタンドモードのリーチは非常に長いものの強力な攻撃判定や安定したラッシュ技を持たない。本領はトリッキーなトラップ型の技と高い運動性を活用した虚実の駆け引きである。挑発を行う際、レバー入力との組み合わせで原作での台詞を聴くことができる。
また、アヴドゥルやイギーとは違い、花京院だけは本人のストーリーモードでも死亡する。
ジャン＝ピエール・ポルナレフ
フランス出身のスタンド使い。DIOの刺客として承太郎たちを襲うが敗北し、その後仲間となる。スタンドは騎士のような「銀の戦車（シルバーチャリオッツ）」。スピードで相手を翻弄しつつ、攻撃力の低さを手数の多さで補える、バランスの取れたキャラクター。
モハメド・アヴドゥル
エジプト出身のスタンド使い。DIOを倒すためにジョセフたちの旅に同行する。スタンドは炎を操る「魔術師の赤（マジシャンズレッド）」。技の豊富さは全キャラクター随一で、対空、飛び道具の性能が高く安定した強さを誇る。
アヴドゥル本人のストーリーモードでは原作と違い生還するが、その後のカード選び次第ではディオがアヴドゥルの真後ろに立つ場面で終わる。
イギー
犬のスタンド使い。アヴドゥルが見つけて旅に同行させた。スタンドは砂を操る「愚者（ザ・フール）」。低空飛行から砂球を投げる攻撃も持つ。本体モードの当たり判定の小さい外見とは裏腹に、攻撃力は高い。スタンドラッシュから「サンドクラッシュ」に繋げる簡単な連続技でも非常に大きな威力を誇る。
声はアニメやゲームに用いられる一般的な犬のサンプリングボイスを使っているが、PS版のみ一部の攻撃で喋るようになっている。アレッシーの勝利ポーズの一つにも登場している。
アレッシーの子供化攻撃を受けると、原作初登場時の顔になる。
イギーのストーリーモードでは原作とは逆に生還して、スピードワゴン財団のはからいでニューヨークに戻る。
呪いのデーボ
遠隔攻撃タイプのスタンド「悪魔（エボニーデビル）」を使うスタンド使い。他のスタンドと違い、スタンドモード時は操作がスタンドのみに限定され、スタンドがとりついた人形が行動するが、本体は全くの無防備状態となる。さらにスタンドは常にデーボの近くで出現するわけではなく、その地点にいた人形が動き出すので他のキャラクターとは明らかにスタンドモードの扱い方が違うトリッキーさを持つ。必殺技のヒット数が全体的に多いほか、本体モード時に人形と本体で相手を挟撃する連携技を行う。『未来への遺産』では様々な技の硬直時間が長くなった。
チャカ
持つ者を剣の達人に変える刀に宿るスタンド「アヌビス神」に操られた青年。本体モード時は必殺技が出せないが、スタンドモード時は常に刀を抜いて攻撃力・機動性が向上し、隙も小さくなる。また、スタンドの本体はチャカの刀なので当たり判定があまり大きくならない。
スタンドモード時に条件を満たすことで相手の攻撃を「憶える」ことができ、以降「憶えた」攻撃をガードしたときにワンボタンでガードキャンセルし、攻撃に転じることができる。
アレッシーの子供化攻撃を受けると、原作でアヌビス神が最後に精神を乗っ取った少年に変わる。
ミドラー
鉱物で出来た物なら何にでも化けられるスタンド「女教皇（ハイプリエステス）」を使う女スタンド使い。通常技・必殺技の射程が長く、中距離戦が得意。
原作では素顔を見せないまま再起不能になったが、素顔をこのゲームのために原作者の荒木飛呂彦が新しく描き下ろした。原作とは大幅に衣装が変更されて、露出度の高い覆面姿のベリーダンサーになっている。
アレッシー
相手を若返らせる影状のスタンド「セト神」を使う。原作どおり相手を子供にして攻撃する戦法を使う。相手を子供にした時は斧を持ち、通常技が変化する。ただし、セト神を浴びせた後に一定時間で大人へと戻る。初期版では子供になっている時間が長く、『未来への遺産』で大幅に修正された。相手を子供にした時のエフェクトでは、ヌケサク（DIO）、ワンチェン（邪悪の化身ディオ!!）、アヌビス神の刺さった牛（カーン）などの脇役も出演している。

#### ボス・隠しキャラクター
DIO
本作の最終ボス。ジョースター一族の宿敵。ジョセフの祖父ジョナサンの肉体を奪い、最強のスタンド「世界（ザ・ワールド）」のスタンド使いとなる。本体モード、スタンドモードいずれかでしか使用できない技をそれぞれ持つ。ザ・ワールドで時間を止める（タイマーも止まる）能力を持つ。ストーリー間にデモシーンがあるキャラクターは全員DIOが最終ボスとなる。
アレッシーの子供化攻撃を受けると、配下の吸血鬼であるヌケサクに入れ替わる。PS版の攻略本によれば身代わりにしていると解説されている。
なお、PS版以外のストーリーモードのボスとして登場する際は、コンピュータ専用として最初のラウンドのみ上着を着ており、この状態では使用する技が制限されている。こちらが1ラウンド取ることで上着を脱いで本気を出すようになる。プレイヤーが使う際には必ず上着を脱いだバージョンとなっている。
DIOのストーリーモードは原作と違い、ヴァニラ・アイスがアヴドゥルとイギーを殺せずに倒されるため、承太郎サイドが全員生存の状態でヌケサクがDIOの棺桶を開けようとしている場面から始まる。
誇り高き血統ジョセフ
アレッシーの「セト神」の能力で若返り、かつて柱の男と戦っていたPart2『戦闘潮流』の頃の18歳の姿になったジョセフ。技の仕様はPart2を感じさせる演出が多い。キャラクター名と服装は、初期版では公式にて便宜上「若ジョセフ」と呼称され、衣装もPart3版のジョセフそのままの色違いだったが、PS版と『未来への遺産』では新たに「誇り高き血統ジョセフ」という名称が付けられ、服装もPart2準拠のものに変更された。スタンドモードが無いため、スタンドからの攻撃は無条件で体力が削れてしまう弱点を持つ。代わりにスタンドボタンで通常技の延長として鉄球のアメリカンクラッカーで攻撃し、それを利用したコマンド技も存在する。バックステップはできないが、走るときの姿はPart2の逃げる時のシーンそのものである。一部のキャラクターに対して挑発すると、ランダムで「次にお前は○○と言う」と相手の挑発時の台詞を先読みする。
なお、Part3版のジョセフがセト神による子供化する攻撃を受けると同じくこの姿に変わるが、その状態ではパンチ攻撃しかできない。
初期版ではストーリーが存在せず、PS版と『未来への遺産』で新たに「アレッシーに若返り攻撃を受けたが、子供まで戻すことができずに逃げ出した」というストーリーが用意され、それと共に最終ボスが邪悪の化身ディオ!!からアレッシーへと変更されている。
アレッシーの子供化攻撃を受けた後の姿は初期版では衣装そのままに小さな子供の姿になるが、PS版と『未来への遺産』ではPart2の13歳の頃の姿（前者よりはやや成長）になっている。
邪悪の化身ディオ!!
DIOがPart3序盤に登場したときの、顔が影で隠された姿。2P対戦時の勝利メッセージにはPart1の台詞を使っている。スタンドモードはないが、スタンドボタンでザ・ワールドの影を使った強力なラッシュができ、その他の技の性能も通常のDIOとは大きく異なっている。キャラクター名は、初期版では公式にて便宜上「影DIO」と呼称されていたが、PS版と『未来への遺産』では新たに「邪悪の化身ディオ!!」という名称が付けられた。誇り高き血統ジョセフ同様、PS版と『未来への遺産』から通常のDIOとは異なる独自のストーリーが用意された。PS版のみオープニング、エンディングデモに専用BGMが存在する。
アレッシーの子供化攻撃を受けると、Part1のラストでの首だけの姿で当時の腹心である屍生人のワンチェンに抱えられた状態となる。

#### CPU専用キャラクター
ンドゥール
水に乗り移り攻撃するスタンド「ゲブ神」を操る盲目のスタンド使い。承太郎サイドのキャラクターでプレイした場合のみ登場（誇り高き血統ジョセフなど隠しキャラクターは除く）。
対ンドゥール戦は通常の対戦格闘とは異なる特殊なステージであり、横スクロールアクションゲームのようになっている。様々な形状に変化しながら奇襲するゲブ神を、攻撃するか避けるかで対処しながらステージを進んで行き、最果てにいるンドゥールに何かしらの攻撃を一撃でも当てれば勝利となる。なお、PS版では耐久力の高い巨大な腕が登場しない。
ニュートラルポーズ、ダウンモーションおよびやられ顔以外のカットインが存在しないが、PS版のギャラリーモードでアクションの一部のラフスケッチおよびカットインが掲載されている。
死神13（デス・サーティーン） / マニッシュ・ボーイ
眠っている者の精神を独壇場「悪夢世界（ナイトメア・ワールド）」に引き込んでから襲い掛かるスタンド。本体であるマニッシュ・ボーイはPS版のデモにのみ登場するが、『HD ver.』での対戦中の名前表記は「マニッシュ・ボーイ」になっている。ステージ間にデモシーンが存在する承太郎サイドのキャラクターでプレイし、5人目の敵を倒すまでに特定の条件を満たすと、乱入という形で出現する隠しキャラクター。
無敵移動技で姿を眩まし、現れては鎌を飛ばす、こちらのスタンドのコピー攻撃といった神出鬼没の戦法を用いる。原作とは異なり、マントにも当たり判定があり、ガードは一切しない。原作では「悪夢世界」へ引きずり込まれた者はスタンドを出したまま眠らなければスタンドが使えなくなるという設定があったが、このゲームでは問題なくスタンドを使用できる。なお、戦闘は1ラウンド固定で、死神13に敗北してもコンティニュー画面にはならず、そのまま次のストーリーに進むことになる。
「スーパーストーリーモード」ではほかの敵と同様に強制的に花京院が戦うことになるが、「ボインゴブックモード」では承太郎、花京院、ジョセフ、アヴドゥル、ポルナレフ、イギーから選択できる。

### 『未来への遺産』から登場
ホル・ホース
DIOの側についているスタンド使い。拳銃型のスタンド「皇帝（エンペラー）」を使う。鏡の中から出現するスタンド「吊られた男（ハングドマン）」のスタンド使いJ・ガイルとコンビを組む。
スタンドモードはなく、Sボタンで必殺技の「皇帝ッ!」を出し、遠距離戦を得意とする。必殺技を複数組み合わせることで、ガードが困難の連係を作り出すことが可能。
アレッシーの子供化攻撃を受けると、原作でJ・ガイルが攻撃に利用した少年になる。
ペット・ショップ
DIOの館の門番を担うハヤブサ。スタンドは氷を生み出す「エジプト9栄神」の「ホルス神」。スタンドモードはなく、Sボタンで氷を発射する。常に浮遊する特殊な操作性（空中・地上の区別がなく、一番下にいるときにレバーを下に倒すとしゃがみ判定）であり、また豊富かつ強力な飛び道具や突進技、設置技を持つ。反面、防御力が全キャラクター中最も低い。アレッシーの子供化攻撃を受けると、卵にまで若返り浮遊せず他キャラクターと同じ地上操作となる。
マライア
DIOに仕える「エジプト9栄神」の女スタンド使い。スタンドはコンセントの形をした「バステト女神」で、触れた者を磁石にする。スタンドモードは無く、Sボタンでコンセント型のスタンドを発動し、相手がそれに触れるたびにスタンドのレベルが上がり、マライアの必殺技の威力が高くなり、より高性能になるが、マライアが投げを食らうとスタンドのレベルが下がってしまう。また、彼女だけは例外的に通常技がスタンドコンボと同じ仕様になっている。なお、原作には登場していない猫のような姿をしたスタンドの像（エジプト神話におけるバステトの頭部が猫であることに由来）がガード時に現れる。
アレッシーの子供化攻撃を受けると、原作でのマライア戦にてジョセフに一目惚れした老婆に変わる。攻撃の際は傘で殴りつけるため、リーチは比較的長い。
アヌビス二刀流ポルナレフ
アヌビス神の刀を抜いて操られた状態のポルナレフ。ポルナレフとチャカを組み合わせた技を持つ。スタンドモードはなく、Sボタンは通常技の延長でシルバーチャリオッツによる攻撃が出る。通常のポルナレフと違い、ゲージ効率が悪い事とスタンドモードがないために待たれると苦戦する欠点があるが、それを補って余りあるコンボの威力と、反撃や割り込みに使えるスーパーコンボ「絶対に負けんのだッ!」の威力の高さから、火力面に関してはポルナレフよりも高い。
アレッシーの子供化攻撃を受けると、原作で最後にアヌビス神が精神を乗っ取った少年になる。
ヴァニラ・アイス
DIOの腹心。亜空間にすべてを飲み込み消し去るスタンド「クリーム」のスタンド使い。スタンドによる体当たりは攻撃力が高い上ガード不能。体当たり攻撃の後は全くの無防備状態で降下してくる。近くでガードを固めていると、通常技を出してくる（ガード可能）。『未来への遺産』およびPS版ではプレイヤーキャラクターとして性能が大幅に調整されたプレイヤー用バージョンが使用可能で、技が一新され、声優も変更されている（ただしスーパーコンボ「サークルローカス」を出すと変更前の声優の声を発する）。通常技の性質がやや特殊。原作同様、スタンドモード時には「クリーム」の中に姿を隠して戦う。なおストーリーモードのCPU戦では、前作同様のボス性能バージョンのヴァニラ・アイスが登場するが、体当たりの攻撃パターンが減っている。攻撃ボタンを押したまま挑発すると、押したボタンによって台詞が変化する。

#### 隠しキャラクター
ラバーソール
自在に姿を変える肉の塊のスタンド「黄の節制（イエローテンパランス）」を使う。原作に名前は登場しない。
原作で花京院に化けていたため、ゲームでもその姿で登場（一部の技やKO、勝利ポーズ時のみに本体の姿を見ることができる）。花京院に比べて顔つきが若干異なり、原作と同様に承太郎よりも身長が高く、その分当たり判定も大きくなっている。技の性能は花京院の技をベースとしたものが多いが、決めたあとに追撃を仕掛けることが可能な当て身技やレバー1回転入力のコマンド投げなど、独自の技も持つ。スタンドモードはなく、Sボタンで偽のハイエロファントグリーンによる攻撃を行う。
アレッシーの子供化攻撃を受けると、原作でゴンドラの中で化けた、肥満体の中年女性の姿になる。
カーン
原作でチャカが倒されたあとに、アヌビス神が操った床屋の店主。原作に名前は登場しない。スタンドモードはなく、Sボタンで必殺技の連華斬を出す。力押しを得意とするが、技の数が少なく溜め技が多いため、臨機応変な対応は難しい。ダッシュ速度が速く、そこからの攻めが強力だが、守勢に回ると押されやすい。
アレッシーの子供化攻撃を受けると、原作でアヌビス神が精神を乗っ取ろうとして失敗した牛に変わる。牛の体は大きいが、攻撃力は低い。
ホル・ホース&ボインゴ
J・ガイルが倒された後、漫画で予知する「トト神」のスタンド使い・ボインゴとコンビを組んだホル・ホース。ボインゴはホル・ホースの側の木箱の中に入っている。
原作の展開での演出に溢れた技が多い。技の数は通常のホル・ホースに比べて減っているほか、一部の重複している技の性能が変化している。
なお、アレッシーの子供化攻撃を受けると木箱の中のボインゴと入れ替わり、攻撃ボタンで木箱の中から子供化したホル・ホースが銃弾を撃つ。
恐怖をのり越えた花京院
原作終盤の花京院。通常の花京院と違いサングラスをかけている。スタンドモードでダッシュすると空中に浮かぶ。通常の花京院とは性能が微妙に異なり、エメラルドスプラッシュの飛距離が落ちているが速度増加や画面全体攻撃の追加などがあるため、総合的には通常の花京院に劣らず、接近戦方面への強化が行われている。アレッシーの子供化攻撃を受けると、スケッチブックと筆を持った状態になるが、これは原作での初登場シーンを再現したものである。エンディングでは原作と同じ流れで死亡する。

### 「スーパーストーリーモード」に登場
PS版オリジナルの「スーパーストーリーモード」に登場するDIOの刺客たち。グレーフライ、エンヤ婆、カメオの3人は格闘ゲーム式の敵キャラクターとして登場する。
グレーフライ
クワガタ虫型のスタンド「灰の塔（タワー・オブ・グレー）」を操る老人。原作に名前は登場しない。原作どおり、ゲーム中でもスタンドのみが戦う。体当たりや、ガード不能の塔針（タワーニードル）で攻撃してくる。グレーフライはストーリーデモとスーパーコンボによるKO時のカットインでのみ登場する。デス13同様ガードはしない。
エンヤ婆
DIOに仕える老婆で、J・ガイルの実母。スタンド「正義（ジャスティス）」は霧状のスタンドで、相手の体のどこかに穴を空け、その穴に霧を通して自在に操る。ゲーム中ではゾンビ群を率いて登場、次々に襲いかかるゾンビの攻撃に対処しながら、時折投げ技などで奇襲する「正義」の攻撃をよけ（画面上部に大きく浮かび上がっているが、「正義」に食らい判定は一切存在しない）左右から飛び出しては挑発を繰り返すエンヤ婆を攻撃するというものになっている。また、このステージはミニゲーム扱いであり、承太郎以外使用できず、操作方法も特殊なものである。
このゲームではフルネームが「エンヤ・ガイル」と設定されている。
カメオ
DIOの差し向けた刺客の一人。土に他人の願いを投影し再現するスタンド「審判（ジャッジメント）」を操る。こちらも本体は登場せず、「審判」だけが戦う。ゲーム中では、ポルナレフの妹シェリーやアヴドゥルの土人形を作りだして襲わせる（原作と異なり何体も登場する）ほか、審判自身も直接攻撃する。
このステージはミニゲーム扱いで、アヴドゥル以外使用できず、操作方法が特殊である。

#### ミニゲームとして登場するキャラクター
格闘ゲーム式以外で登場するキャラクター。
偽テニール船長
ジョセフたちがチャーターした船の船長を殺害し、変装していたスタンド使い。スタンドは水中戦を得意とする「暗青の月（ダークブルー・ムーン）」。インタラクティブアドベンチャー方式で承太郎が戦う。
フォーエバー
小型船と一体化し、巨大貨物船に変化するスタンド「力（ストレングス）」のスタンド使いであり、とても知能の高い猿（オランウータン）。原作に名前は登場しない。モグラ叩きのようなミニゲームで承太郎が戦う。
ネーナ
人面瘡のように敵にとりつくスタンド「女帝（エンプレス）」の女スタンド使い。インタラクティブアドベンチャー方式でジョセフが戦う。
Z.Z.（ズィー・ズィー）
自動車と一体化し、モンスターカーに作り替えるスタンド「運命の車輪（ホイール・オブ・フォーチュン）」のスタンド使い。原作に名前は登場しない。インタラクティブアドベンチャー方式で承太郎が戦う。
鋼入りの（スティーリー）ダン
標的の脳内に侵入し、本体の受けた痛みなどの感覚を数倍にして宿主に伝達するスタンド「恋人（ラバーズ）」のスタンド使い。原作通りジョセフの脳内にて、花京院とポルナレフがシューティング方式で戦う。無数のラバーズの分身や肉の芽が雑魚として現れ、ボスである本物は分身よりも数倍大きな姿で現れる。
アラビア・ファッツ
太陽そのままの姿で、周囲の気温を著しく上昇させるスタンド「太陽（サン）」のスタンド使い。原作に名前は登場しない。鏡で風景に隠れた本体の居場所を、ヒントを基に見破る間違い探しのようなミニゲームで承太郎が戦う。
オインゴ
自分の姿を変え、精巧に変装するスタンド「クヌム神」のスタンド使い。弟ボインゴのスタンド「トト神」の予知を頼りに行動する。インタラクティブアドベンチャー方式でストーリーが進められる。
ダニエル・J・ダービー
ギャンブルで負かした相手の魂を奪い取るスタンド「オシリス神」のスタンド使い。格闘ゲームではコンティニュー画面での演出（コンティニューせずにゲームオーバーになると、そのキャラクターはオシリス神によってコインに変えられる）でのみ登場していたが、「スーパーストーリーモード」では、原作同様、猫がどちらの燻製を選ぶか予想するゲーム（完全に運任せで勝率は極めて低いが、ボインゴブックモードでは勝率が上がる）でポルナレフ、水を張ったグラスに水がこぼれないようコインを入れていくゲームでジョセフ、そしてポーカー勝負で承太郎が戦う。
テレンス・T・ダービー
他者の心を読み、テレビゲーム勝負で負かした相手の魂を奪い取るスタンド「アトゥム神」のスタンド使いで、ダニエル・J・ダービーの弟。インタラクティブアドベンチャー方式で花京院、承太郎が戦う。
ケニーG
幻覚を作り上げるスタンド「ティナー・サックス」のスタンド使い。アラビア・ファッツとルールの似たミニゲーム方式でイギーが戦う。またアヴドゥルの炎の探知機がヘルプとして使用可能。

## ジョジョの奇妙な冒険 未来への遺産
『ジョジョの奇妙な冒険 未来への遺産』（ジョジョのきみょうなぼうけん みらいへのいさん）は、1999年9月に稼動を開始した漫画『ジョジョの奇妙な冒険』Part3『スターダストクルセイダース』を原作としたカプコンの対戦型格闘ゲームである。
新モードと新キャラクターが追加され、ゲームバランスが調整されている。11月25日にはドリームキャストにも移植された。ドリームキャスト版では前作もカップリングで収録されている。後に通信対戦に対応したバージョンアップ版『ジョジョの奇妙な冒険 未来への遺産 for Matching Service』（ジョジョのきみょうなぼうけん みらいへのいさん フォー マッチング サービス）も2000年10月26日に発売された。ただしマッチングサービスは2003年9月1日をもって終了している。
『未来への遺産』とは、元々は『スターダストクルセイダース』より前にPart3につけられていたサブタイトルであった。
CPシステムIII最後のソフトである。
アーケード版稼働から13年後に『ジョジョの奇妙な冒険 未来への遺産 HDVer.』（ジョジョのきみょうなぼうけん みらいへのいさん エイチディーバージョン）というタイトルでPlayStation 3版が2012年8月21日、Xbox 360版が2012年8月22日に配信開始されたが、2014年9月4日に配信停止となった。

### 概要
基本的な内容は前作と同じだが、新キャラクターが多数追加され、新しい必殺技・スーパーコンボが追加されたキャラクターもおり、さらに全体的なバランスが調整された。また、スタンドゲージがキャラクターごとに差ができ、「ガードキャンセル」のコマンドがガード中に236+強から623+強に変更された。
ゲームモードは前作同様のストーリーモードの他に、新たにチャレンジモードが追加されている。チャレンジモードはストーリーデモがなく、誇り高き血統ジョセフ、ンドゥール、死神13を除いた前作のキャラクター13人の中からランダムで10人と体力ゲージ1本で連戦する評価制バトルモードで、敵を1人倒すたびに体力を回復させるかスーパーコンボゲージを増加させるかを選択することができる。1戦勝利する毎に評価ポイントが溜まり、評価に反映される部分は「残り体力」「コンボ数」「スーパーコンボでフィニッシュしたか否か（連続で決める毎に上昇）」「残りタイム」「最終戦を勝利した後の残りスーパーコンボゲージ本数」で10人全員倒すか、途中で負けると終了し、ジョセフが今回の成績に対して評価をする。
ホル・ホース、ペット・ショップ、マライア、アヌビス二刀流ポルナレフが追加されており、加えてヴァニラ・アイスがプレイヤーキャラクターとして作り直された。さらに隠しキャラクターとして、ラバーソール、カーン、ホル・ホース&ボインゴ、恐怖を乗り越えた花京院が追加され、総勢22キャラクターが使用できる。前作のボスであるDIOは最初から使用可能になった。ただし、これら追加の新キャラクターたちがCPUとして登場することはなく、相手がランダムで登場するチャレンジモードにおいても登場することはない。またヴァニラ・アイスに至っては前作仕様としての登場はするものの、プレイヤー仕様版では登場しない。家庭用ドリームキャスト版でもVS.モードで相手をCPU設定にする項目があるが、これらのキャラクターに対してはこの設定ができなくなっており、ストーリーデモ（ステージ間のデモ）にも彼らは登場しない。追加キャラクターの大半がスタンドゲージが無いため、タンデムアタックが使用できるのはヴァニラ・アイスと恐怖をのり越えた花京院の2人のみとなっている。
オープニングデモが変更され、ヴァニラ・アイスとホル・ホースが登場（前作ではDIOと承太郎たち）。また、タイトルロゴの色が赤系から青系に、体力ゲージの色が緑から紫になり、スーパーコンボ発動時の演出も変更された。
ラウンド開始時などのナレーションボイスが新たに収録し直されている。

### PlayStation版
1999年10月14日発売。1作目をベースに『未来への遺産』での新キャラクターと、原作のストーリーを再現したPS版オリジナルの「スーパーストーリーモード」や、PocketStationを使ったミニゲームを足した形での移植。CPシステムIIIを使ったアーケード版の完全移植は当時のメインハードであったPlayStationでは性能的に難しく、アニメーションのパターンが一部削除されている。週刊少年ジャンプのゲーム記事「ジャンG塾」で開発中の画面が発表された段階では、スタンドの色数がアーケード版よりも抑えられている代わりに背景に透過する半透明処理が施されていたが、製品版では半透明処理が無くなり単に色落ちしただけの仕様になった。またスーパーコンボ発動時の背景はアーケードオリジナル版では光粒子が流れるものだったが、PS版では変更されている。
登場キャラクター以外は『未来への遺産』ではなく1作目を基にした内容のため、細かいゲームシステムは1作目のものに準拠しており、キャラクターカラーは1作目と同じ2種類のみで、1作目の登場キャラクターは『未来への遺産』で追加された技（「灼熱のアンク」や「レクイエムの片鱗」など）は使用できない。また、キャラクターの性能はアーケード版の1作目と『未来への遺産』のどちらとも異なる独自の調整がなされており、アーケード版では行えた連続技が繋がらなくなっている場合もある。「アーケードモード」では『未来への遺産』のようなチャレンジモードは搭載されておらず、ストーリーモードは各キャラクターのオープニング（キャラクター選択直後のデモ）とエンディングのみボイスが一部付いているが、ステージ間にあったデモシーンは全て削除されている（これらの削除されたデモは「スーパーストーリーモード」で一部再現されている）。また、アーケード版にはあった出血など過激な表現が削除されており、いくつかのステージの背景も簡略化されている。
2001年1月25日には廉価版「カプコレ」として再発売された。

#### スーパーストーリーモード
原作のストーリーに沿って日本の留置場での承太郎とジョセフとの出会いからエジプトでのDIOとの対決までが描かれている。
対戦キャラクターとしては登場しないグレーフライ、偽テニール船長、フォーエバー、ネーナ、Z.Z、エンヤ婆、スティーリー・ダン、アラビア・ファッツ、カメオ、オインゴ、ダービー兄弟、ケニーGと、原作漫画のPart3に登場した全ての敵スタンド使いが登場する。
ステージによって対戦格闘だけでなく、インタラクティブアドベンチャー（紙芝居形式で進行し、特定ポイントでレバー入力を行う）、シューティングゲーム、ポーカー、アドベンチャーゲームなどさまざまなジャンルのゲームが登場する。ステージをクリアするごとに成績が評価され、それに応じてジョジョアビリティが溜まり、隠しキャラクターや隠しモードが解禁される。

#### ボインゴブックモード
ボインゴの予言の本を模した絵柄のメニューを選択し、エンディングやボイス・効果音の視聴、ミニゲームやボス戦などが行えるモード。初期は選択不可だが、アーケードモードのクリア状況や、ポイントを溜めることによって徐々に項目の内容が解禁されていく。
エンディング
アーケードモードでクリアしたキャラクター（隠しキャラクター含む）のエンディングを閲覧できるようになる。ただし、ペット・ショップのみこのモードでは閲覧できない。
ミニゲーム
ミニゲーム形式で戦うフォーエバー、スティーリー・ダン、アラビア・ファッツ、ダニエル・J・ダービー（3種類）、ケニーGとのバトルをプレイできる。
VS CPU
コンピュータの操るグレーフライ、エンヤ婆、マニッシュ・ボーイ（デス13）、カメオ、ンドゥール、ペット・ショップと対戦することができる。このうち、エンヤ婆とカメオ以外はジョースター一行の5人と1匹（承太郎、花京院、ジョセフ、アヴドゥル、ポルナレフ、イギー）からプレイヤーを任意に選択可能。ペット・ショップはCPU専用キャラクターではないものの、何故かこちらに分類されている。
タロット占い
タロットカードを引いて占える。
サウンド&ボイステスト
各キャラクターのボイスとBGMを視聴できる。プレイヤーキャラクターのうち、唯一ペット・ショップのみ単独項目ではなく敵キャラクターをまとめたボイスのうちの1つとして分類されている。

#### ギャラリーモード
設定資料やゲームで使用されたエフェクトイラスト、荒木飛呂彦の描き下ろしイラストなどを収めたモード。初期は選択不可だが、ポイントを溜めることによって徐々に項目の内容が解禁されていく。また、メニュー画面のBGMでは第三部のラストの承太郎とDIOの対決をボイスと効果音のみで再現したものが流れる。

#### ジョジョポケモード
PocketStation用のミニゲーム『ジョジョポケ』をダウンロードできる。冒険モードを進めることで、ポイントを溜めなくても隠しキャラクターを解禁することができる。
- インディーズアーム - 伸びる腕を操り、ステージ上のエメラルドを全て取る。
- タロットをめくれッ! - 4枚のタロットカードがめくられる順番を覚える。
- スピード! - 高速移動する敵スタンドにカーソルを合わせて捕らえる。
- コーヒー味をさがせッ! - シャッフルされる3枚のガムから、特定のガムを当てる。
- おお…ブラボー!! - 落ちるコインを、BGMに合わせて突き刺す。
- 走れッ! ジョセフ - 敵・障害物をかわしながらゴールを目指して走る。
- 冒険モード - 上述のミニゲームで敵と戦いながら、旅を進める。
- 旅の軌跡 - 冒険モードで入手したイラストを観る。

### ドリームキャスト版
タイトルは『ジョジョの奇妙な冒険 未来への遺産』となっているが、前作『ジョジョの奇妙な冒険』も1枚のGD-ROMに同時収録されている。先に発売されたPlayStation版と違いスーパーストーリーモードなどの追加要素はないものの、ロード時間は短く、アーケード版からの移植度はドリームキャスト版のほうが高い（一部のバグは修正されて実行できなくなっている）。タンデムアタックの発動後、スタンド分離タイプの入力が1秒ほど伸びているほか、特定のキャラクターでクリアすることで隠しコマンドを入力せずとも隠しキャラクターが常駐するなどの配慮もなされている。また、同時収録されている前作のほうにはサバイバルモードが、両作品ともに隠し要素としてお互いのキャラクターが常に「セト神」の子供化攻撃を喰らった変身状態で戦える「アレッシーモード」が追加されている。
後に通信対戦に対応した『ジョジョの奇妙な冒険 未来への遺産 for Matching Service』も発売され、こちらは「灼熱のアンク」の無敵バグなど一部のバグが新たに修正されている。なお、通信対戦サービスは2003年9月1日正午に終了した。

### PS3 / Xbox 360版
『未来への遺産』のみの単体移植で、アーケード版の隠しキャラクターは全て最初から使用可能。PS3版はPlayStation Network、Xbox 360版はXbox Live Arcadeのオンライン対戦に対応するほか、グラフィックの高解像度化が行われている。従来の画質も選択可能。2014年9月4日に配信停止。

## 出演声優
出演声優は明らかにされているが、役名はクレジットされていない。声優側の公式サイトや雑誌などで出演が判明している場合を除き、誰がどの役かは不明瞭である。
アーケード版からの出演
- 江川央生（モハメド・アヴドゥル）
- 大川透（ジョセフ・ジョースター）
- 大塚芳忠（誇り高き血統ジョセフ、ナレーション）
- 岸祐二（ンドゥール、ヴァニラ・アイス〈アーケード版〉、ヌケサク、ダニエル・J・ダービー）
- 垂木勉（ジャン＝ピエール・ポルナレフ、アレッシー）
- 千葉一伸（DIO）
- 長嶝高士（チャカ、呪いのデーボ）
- 長沢美樹（ミドラー）
- 真殿光昭（花京院典明）
- 梁田清之（空条承太郎）

『未来への遺産』からの出演
- 速水奨（ヴァニラ・アイス）
- 安原義人
- 尾畑心一朗（トラックの運転手）

PS版のみの出演
- 石井七央子
- 高木早苗
- 高木渉
- 竹内順子
- 竹本英史
- 中村秀利

## スタッフ
アーケード版
- プランナー：尾畑心一朗、YO CC FUKUDA / YO JB FUKUDA[注釈 5]（福田芳文）、大橋守、KOJI SHIMIZU[注釈 5]
- プログラマー：上野智弘、BATAYON、迫英男 (HDO)、T・KIMOTO (Dress)（木本龍己）、Y・INADA (INE)（稲田義信）、Oh!Ya!（大宅理仁）、YOJI "GM009p" MIKAMI / YOJI "BD1" MIKAMI[注釈 5]（三上陽司）
- スクロールデザイン：NAKATSUKA（中塚由美子）、KISABON（木佐貫久司）、MORISAKI CHIEZOU / CHIE MORISAKI[注釈 5]（中山智恵）、INOYAN（井上孝俊）、KANNO（菅野篤史）、梶田正典、藤原崇[注釈 5]
- オブジェクトデザイン：BALL BOY、Q、KANAME（藤岡要）、TSUYOSHI（長山剛士）、Fujii & Peliko（藤井紀秀）、AHOGEN hiroshi（祐源宏史）、Narancia（奈良裕之）、大島達也、YOSHIHIRO GODA、Shiniya M（宮本慎弥）、MIZUHO（陰山みずほ）、M・KATAGIRI、NISHIMURA M（西村マサル）[注釈 5]、大住智彦[注釈 5]
- デザインワークス：UKABIN（鵜飼敏）、DA・UCHI、SAKOMIZU（迫水新一郎）
- ミュージックコンポーズ：竹原裕子、山本節生
- サウンドデザイン：MOE・T (MIGYA)（北村武）、E・MASAYUKI (UP・TAIL)（遠藤正之）
- スペシャルサンクス：白岩卓也、Maki Yoshiura、ERIK SUZUKI、DAN OKADA、CHRIS TANG、Manatee、佐々木栄一郎、松本裕司、WATARU KONDO
- プロデューサー：中嶋浩二
- ゼネラルプロデューサー：船水紀孝
- エグゼクティブプロデューサー：岡本吉起

PlayStation版
- プランナー：尾畑心一朗、YO HG FUKUDA（福田芳文）、大橋守、KOJI SHIMIZU、NUKI.R.JYO、ONI-SUZUKI（鈴木良太）、伊津野英昭
- プログラマー：上野智弘、BATAYON、迫英男 (HDO)、T・KIMOTO (DRESS)（木本龍己）、M&Y・INADA (INE)（稲田義信）、OH!YA!（大宅理仁）、三上陽司、綱崎裕三、T.FURUKO、M.NAKANOWATARI（中野渡道明）、H.M.D.（松嶋延幸）、MOTSU、廣門輝明、KAW.TLD（川瀬学）
- スクロールデザイン：NAKATSUKA（中塚由美子）、INOYAN（井上孝俊）、KISABON（木佐貫久司）、CHIE MORISAKI（中山智恵）、梶田正典、藤原崇、久城憲二、KANNO（菅野篤史）
- オブジェクトデザイン：BALL BOY、Q、KANAME（藤岡要）、TSUYOSHI（長山剛士）、FUJII&PELIKO（藤井紀秀）、AHOGEN HIROSHI（祐源宏史）、NARANCHA（奈良裕之）、大島達也、YOSHIHIRO GODA、SHINIYA M（宮本慎弥）、MIZUHO（陰山みずほ）、M.KATAGIRI、NISHIMURA M（西村マサル）、大住智彦、CHUNZENJI、KOJI NIJINIJI
- デザインワークス：UKABIN（鵜飼敏）、DA・UCHI、SAKOMIZU（迫水新一郎）、JIWASAKI
- ミュージックコンポーザー：竹原裕子、山本節生
- サウンドデザイナー：MOE・T（北村武）、遠藤正之、伊勢聡
- ADVENTURE'S ミュージックコンポーザー：伊勢聡、遠藤正之、YOSHIKI SANDOU（DJサンドウ）
- レコーディングエンジニア：瀧本和也
- スペシャルサンクス：白岩卓也、MANATEE、MAKI YOSHIURA、ERIK SUZUKI、DAN OKADA、CHRIS TANG、佐々木栄一郎、松本裕司、WATARU KONDO、YOSHIROU OKAMOTO、KAWANISHI CHIKAHIRO、YOSHIHIRO TOMITA、NITANDA YUKI、NOSETAKE、TATSUYA HAMADA、AKINORI MURATA、AYANAGI MOTOYAMA、TOMOYUKI YOKOTA、YASUSHI KUROE、MASAYASU MUKAI、HIROKI MATSUMOTO、K.NOUCHI、MEIJIN、YSK
- プロデューサー：中嶋浩二
- ゼネラルプロデューサー：船水紀孝
- エグゼクティブプロデューサー：岡本吉起

## 関連商品

### 攻略本
- Vジャンプ編集部『アーケードゲーム版 ジョジョの奇妙な冒険』（集英社、1999年6月）ISBN 4087790231
  - 本書で荒木は、全てのキャラクターがゲームでうまく再現されていると語り、特にアレッシー、承太郎、花京院、エボニーデビルを挙げている。また、邪悪の化身ディオ!!が子供化するとワンチェンになるという演出に感心していた。
- Vジャンプ編集部『ジョジョの奇妙な冒険 プレイステーション版』（集英社、1999年11月）ISBN 4087790347

### サウンドトラック
- 『ジョジョの奇妙な冒険 オリジナル・サウンドトラック』（セルピュータ、1999年2月20日）